# Saison 1977-1978 de la LAH
Saison précédente Saison suivante
La saison 1977-1978 de la Ligue américaine de hockey est la 42e saison de la ligue. Neuf équipes jouent la saison régulière. Les Mariners du Maine remportèrent leur première coupe Calder à leur première saison dans la LAH.

## Contexte
Cette saison est menacée alors que la dernière des huit équipes fondatrices de l'International-American Hockey League, les Reds de Rhode Island (anciennement Reds de Providence), est dissoute à l'intersaison, laissant la ligue avec seulement cinq franchises.
Providentiellement, la North American Hockey League et la Southern Hockey League cessent leurs activités à la fin de la saison 1977 et trois équipes en profitent pour intégrer la LAH. De plus, une nouvelle franchise voit le jour, les Mariners du Maine, ce qui porte à neuf le nombre d'équipe participant à la ligue.
Les divisions Nord et Sud, supprimées la saison précédente, sont rétablies. Le trophée F.-G.-« Teddy »-Oke et le trophée John-D.-Chick récompensent à nouveau les vainqueurs de ces mêmes divisions. En parallèle, un nouveau trophée est créé pour récompenser le joueur ayant montré le meilleur esprit sportif tout au long de la saison : le trophée Fred-T.-Hunt. 

## Changement de franchises
- Les Firebirds de Philadelphie, anciennement membres de la North American Hockey League, intègrent la ligue dans la division Sud.
- Les Dusters de Broome, également de la NAHL, fusionnent avec les Reds de Rhode Island et se joignent à la ligue dans la division Nord.
- Les Gulls de Hampton arrivent de la défunte Southern Hockey League et prennent place dans la division Sud.
- Les Mariners du Maine sont une nouvelle franchise de la division Nord.

## Saison régulière
En raison de l'arrêt des Gulls de Hampton en cours de saison, les autres équipes ne jouent pas toutes le même nombre de matchs.

### Classement
| Clt   | Équipe                          | PJ | V  | D  | N  | BP  | BC  | Pts |
| ----- | ------------------------------- | -- | -- | -- | -- | --- | --- | --- |
| +001, | Mariners du Maine               | 80 | 43 | 28 | 9  | 305 | 256 | 95  |
| +002, | Voyageurs de la Nouvelle-Écosse | 81 | 37 | 28 | 16 | 304 | 250 | 90  |
| +003, | Indians de Springfield          | 81 | 39 | 33 | 9  | 348 | 350 | 87  |
| +004, | Dusters de Broome               | 81 | 27 | 46 | 8  | 287 | 377 | 62  |

| Clt   | Équipe                    | PJ | V  | D  | N  | BP  | BC  | Pts |
| ----- | ------------------------- | -- | -- | -- | -- | --- | --- | --- |
| +001, | Americans de Rochester    | 81 | 43 | 31 | 7  | 332 | 296 | 93  |
| +002, | Nighthawks de New Haven   | 80 | 38 | 31 | 11 | 313 | 292 | 87  |
| +003, | Firebirds de Philadelphie | 81 | 35 | 35 | 11 | 294 | 290 | 81  |
| +004, | Bears de Hershey          | 81 | 27 | 44 | 10 | 281 | 324 | 64  |
| +005, | Gulls de Hampton          | 46 | 15 | 28 | 3  | 142 | 171 | 33  |

- En gras : qualifiés pour les séries

### Meilleurs pointeurs
| Joueur         | Équipe                    | PJ | B  | A  | Pts | Pun |
| -------------- | ------------------------- | -- | -- | -- | --- | --- |
| Gord Brooks    | Firebirds de Philadelphie | 81 | 42 | 56 | 98  | 40  |
| Rick Adduono   | Americans de Rochester    | 76 | 38 | 60 | 98  | 34  |
| Al Hill        | Mariners du Maine         | 80 | 32 | 59 | 91  | 118 |
| Bob Collyard   | Firebirds de Philadelphie | 79 | 28 | 62 | 90  | 42  |
| André Peloffy  | Indians de Springfield    | 67 | 33 | 55 | 88  | 73  |
| Gordie Clark   | Americans de Rochester    | 75 | 37 | 51 | 88  | 18  |
| Joe Hardy      | Dusters de Broome         | 73 | 24 | 63 | 87  | 56  |
| Tom Colley     | Nighthawks de New Haven   | 80 | 32 | 54 | 86  | 17  |
| Charlie Simmer | Indians de Springfield    | 75 | 42 | 41 | 83  | 100 |

## Séries éliminatoires
Les trois premiers de chaque division sont qualifiés pour les séries.
- Le premier de chaque division est exempté de 1er tour pendant que les deuxièmes affrontent les troisièmes au meilleur des cinq matchs. Les vainqueurs rencontrent les premiers de leur division respective au meilleur des sept matchs.
- Les gagnants se disputent la coupe Calder au meilleur des sept matchs[4].

|  | Demi-finales de division | Demi-finales de division | Demi-finales de division | Demi-finales de division |    |       | Finales de division | Finales de division | Finales de division | Finales de division |  |  | Finale de la Coupe Calder | Finale de la Coupe Calder | Finale de la Coupe Calder | Finale de la Coupe Calder |
|  |                          |                          |                          |                          |    |       |                     |                     |                     |                     |  |  |                           |                           |                           |                           |
|  |                          |                          |                          |                          |    |       |                     |                     |                     |                     |  |  |                           |                           |                           |                           |
|  |                          |                          |                          |                          |    |       |                     |                     |                     |                     |  |  |                           |                           |                           |                           |
|  |                          |                          |                          |                          |    |       |                     |                     |                     |                     |  |  |                           |                           |                           |                           |
|  |                          |                          |                          |                          |    |       |                     |                     |                     |                     |  |  |                           |                           |                           |                           |
|  |                          |                          |                          |                          |    |       |                     |                     |                     |                     |  |  |                           |                           |                           |                           |
|  | N1                       | Maine                    | 4                        | 4                        |    |       |                     |                     |                     |                     |  |  |                           |                           |                           |                           |
|  | N1                       | Maine                    | 4                        | 4                        |    |       |                     |                     |                     |                     |  |  |                           |                           |                           |                           |
|  |                          |                          | N2                       | Nouvelle-Écosse          | 3  | 3     |                     |                     |                     |                     |  |  |                           |                           |                           |                           |
|  | N3                       | Springfield              | N2                       | Nouvelle-Écosse          | 3  | 3     | 1                   | 1                   |                     |                     |  |  |                           |                           |                           |                           |
|  | N3                       | Springfield              |                          |                          |    |       |                     | 1                   |                     |                     |  |  |                           |                           |                           |                           |
|  | N2                       | Nouvelle-Écosse          | 3                        | 3                        |    |       |                     |                     |                     |                     |  |  |                           |                           |                           |                           |
|  | N2                       | Nouvelle-Écosse          | 3                        | 3                        | N1 | Maine | 4                   | 4                   |                     |                     |  |  |                           |                           |                           |                           |
|  |                          |                          |                          |                          | N1 | Maine | 4                   | 4                   |                     |                     |  |  |                           |                           |                           |                           |
|  |                          |                          | S2                       | New Haven                | 1  | 1     |                     |                     |                     |                     |  |  |                           |                           |                           |                           |
|  |                          |                          |                          |                          | 1  | 1     |                     |                     |                     |                     |  |  |                           |                           |                           |                           |
|  |                          |                          |                          |                          |    |       |                     |                     |                     |                     |  |  |                           |                           |                           |                           |
|  |                          |                          |                          |                          |    |       |                     |                     |                     |                     |  |  |                           |                           |                           |                           |
|  | S1                       | Rochester                | 2                        | 2                        |    |       |                     |                     |                     |                     |  |  |                           |                           |                           |                           |
|  | S1                       | Rochester                | 2                        | 2                        |    |       |                     |                     |                     |                     |  |  |                           |                           |                           |                           |
|  |                          |                          | S2                       | New Haven                | 4  | 4     |                     |                     |                     |                     |  |  |                           |                           |                           |                           |
|  | S3                       | Philadelphie             | S2                       | New Haven                | 4  | 4     | 1                   | 1                   |                     |                     |  |  |                           |                           |                           |                           |
|  | S3                       | Philadelphie             |                          |                          |    |       |                     | 1                   |                     |                     |  |  |                           |                           |                           |                           |
|  | S2                       | New Haven                | 3                        | 3                        |    |       |                     |                     |                     |                     |  |  |                           |                           |                           |                           |
|  | S2                       | New Haven                | 3                        | 3                        |    |       |                     |                     |                     |                     |  |  |                           |                           |                           |                           |
|  |                          |                          |                          |                          |    |       |                     |                     |                     |                     |  |  |                           |                           |                           |                           |

## Trophées

### Trophées collectifs
| Coupe Calder : Vainqueurs des séries                        | Mariners du Maine      |
| Trophée F.-G.-« Teddy »-Oke : Champions de la division Nord | Mariners du Maine      |
| Trophée John-D.-Chick : Champions de la division Sud        | Americans de Rochester |

### Trophées individuelles
| Trophée Les-Cunningham : Meilleur joueur de la saison                                 | Blake Dunlop (Mariners du Maine)                                                 |
| Trophée John-B.-Sollenberger : Meilleur pointeur                                      | Rick Adduono (Americans de Rochester) et Gord Brooks (Firebirds de Philadelphie) |
| Trophée Dudley-« Red »-Garrett : Meilleure recrue                                     | Norm Dupont (Voyageurs de la Nouvelle-Écosse)                                    |
| Trophée Eddie-Shore : Meilleur défenseur de la saison                                 | Terry Murray (Mariners du Maine)                                                 |
| Trophée Harry-« Hap »-Holmes : Gardien(s) de l'équipe ayant encaissé le moins de buts | Bob Holland et Maurice Barrett (Voyageurs de la Nouvelle-Écosse)                 |
| Trophée Louis-A.-R.-Pieri : Meilleur entraîneur de la saison                          | Bob McCammon (Mariners du Maine)                                                 |
| Trophée Fred-T.-Hunt : Joueur au meilleur esprit sportif'                             | Blake Dunlop (Mariners du Maine)                                                 |